# Margareta av Frankrike (1523–1574)

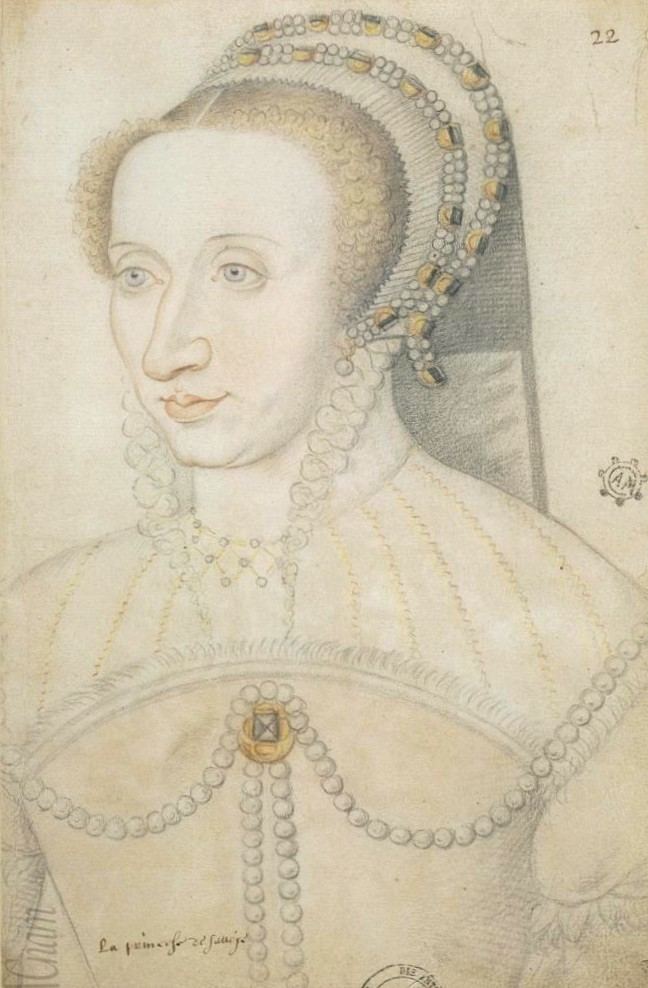
Margareta av Frankrike.

Margareta av Frankrike, född 5 juni 1523 i Saint-Germain-en-Laye, död 4 september 1574 i Turin, var en hertiginna av Savojen, gift 1559 med hertig Emanuel Filibert av Savojen.

## Biografi
Margareta växte upp vid sin fars hov under inflytande av sin faster och gudmor Margareta av Navarra; liksom denna skrev hon noveller och intresserade sig för reformationen. Hon blev god vän med sin svägerska, Katarina av Medici. Ett stort antal äktenskap föreslogs för henne genom åren, men inget av dem blev av. År 1550 fick hon av sin bror kungen titeln hertiginna av Berry. Margareta ska ha haft ett mycket gott förhållande till sin bror och använt sig av sitt inflytande på honom. 
I freden vid Cateau Cambrésis 1559 ingick hennes äktenskap med Emanuel Filibert av Savojen i avtalet. Margareta ska själv ha övertalat sin bror att lägga till klausulen, eftersom hon var attraherad av Emanuel. Hon firade sitt bröllop kort efter att hennes bror, kung Henrik, träffats av en lans under en tornering; hennes döende bror gav från sin dödsbädd order om att vigseln skulle ske genast för att förhindra Savojen att bryta avtalet. Margareta avreste till Savojen året därpå. Hon agerade under sitt äktenskap som medlare mellan Frankrike och Savojen.